# 前田精
前田 精（まえだ ただし、1898年3月3日 - 1977年12月13日）は、大日本帝国海軍の軍人。最終階級は海軍少将。海兵46期。1945年8月17日のインドネシア独立の平穏無事な実現に重要な貢献をした。栄典はインドネシア共和国建国功労章。兄は大本営海軍報道部長、第10航空艦隊司令長官前田稔海軍中将(41期)。弟は資生堂のデザイナー前田貢。

## 経歴
鹿児島県姶良郡加治木村小山田（現姶良市加治木町）出身。鹿児島県立加治木中学校(旧制)卒業後、海軍兵学校に入学(第46期)。同期生に山階宮武彦王、猪口敏平らがいる。
1918年（大正7年）11月21日卒業。翌年8月、少尉に任官。オランダ公使館付武官、大本営海軍参謀、バタビア在勤武官を歴任し、1945年（昭和20年）に海軍少将およびジャカルタ在勤武官。その間、独立養成塾を設立。前途有為なインドネシア青年に愛国主義教育と軍事訓練を施し、後のインドネシア独立戦争に貢献した。
終戦翌日の8月16日、スカルノとハッタを自らの海軍武官府公邸に受け入れ、インドネシア独立宣言の打ち合わせを行った。会議は16日23時から始まり翌17日の午前2時過ぎまで続いた。会議には50人ほどが出席していた。その間にも、多数の青年グループ達が会議の結果を待っていた。日本人は前田の他に日蘭商業新聞記者・吉住留五郎、第一六軍軍政監部司政官三好俊吉郎、海軍嘱託西嶋茂忠が同席した。このことは、独立に消極的だった陸軍の軍政監当局および憲兵隊の直接の影響が排除された場を提供したことを意味し、これによる前田個人の独立指導者たちに対する協力を積極的に評価する声も存在する。
会議に先立ち前田は、陸海両軍の責任者がインドネシアの指導者と直接協議することにより解決の道を早めようとしたため陸軍の代表である軍政監山本茂一郎少将に電話で来邸を要請したが、連合国側の刺激を恐れた山本はこれを拒否した。
午前3時、日本側は独立準備委員会の決定を黙認した態度を示すべく起草過程に関与せず、前田も会議の場を離れると二階で就寝した。 　
その後、1946年4月にグロドック地区（西ジャカルタ）の刑務所へ拘置された。翌1947年釈放。同年11月28日、公職追放仮指定を受けた。
死の前年の1976年（昭和51年）、インドネシア国家・国民へのたぐいまれな貢献の栄誉として同国建国功労章を授与された。
1977年（昭和52年）12月13日死去。享年79。
現在、旧前田邸は、1992年から独立宣言起草博物館として保存され、一般公開されている。
1939年ごろ、軍歌「世紀の進軍」を作詞。海軍軍楽隊の片山正見が作曲し、同隊の演奏によるレコードが日本ビクターから発売された。

## 年譜
- 1918年（大正7年）11月21日 - 海軍兵学校を卒業
- 1919年（大正8年）8月1日 - 少尉
- 1924年（大正13年）12月1日 - 大尉
- 1928年（昭和3年） - 佐世保海兵団長
- 1930年（昭和5年）12月1日 - 少佐、軍事参議官副官軍令部出仕
- 1934年（昭和9年） - 海軍軍令部員
- 1937年（昭和12年） - 連合艦隊副官（この間、ヨーロッパ、アジア各地に勤務した。）
- 1941年（昭和16年） - 大本営海軍参謀
- 1942年（昭和17年） - バタビア在勤海軍武官兼南西方面艦隊参謀
- 1945年（昭和20年） - 海軍少将。第5警備隊司令兼在ジャカルタ海軍武官

## 栄典
- 1919年（大正8年）9月10日 - 正八位[8]